# Uniform m/1922

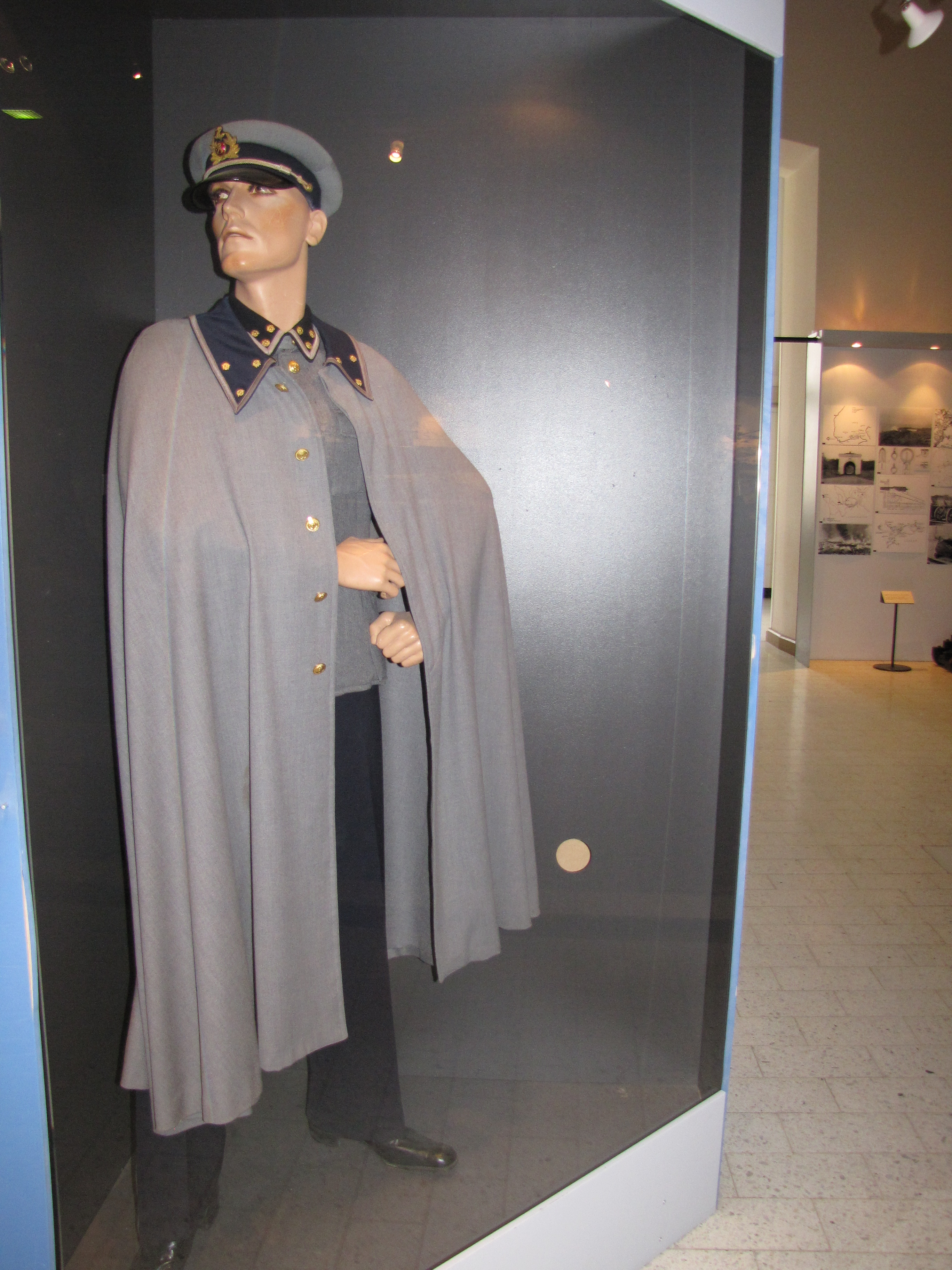
Kapten i kustartilleriet i uniform m/22 med skärmmössa m/27.

Uniform m/22 var ett tidigare uniformssystem inom Finlands försvarsmakt vilket ersatte uniform m/19. Det ersattes i sin tur av uniform m/36.

## Utseende
Tyget var i stålgrått för armén, men i blått för marinen. Flygvapnet och kustartilleriet bar vanligen stålgrå vapenrock med blå byxor. Det fanns många uniformsdetaljer som skiljde olika förband och truppslag, samt olika befälskategorier åt. Hållbarheten var heller inte den bästa. Uniformen passade därför bra för garnisonstjänst, men var ganska opraktisk för fälttjänst och ersattes av uniform m/36.

## Gradbeteckningar

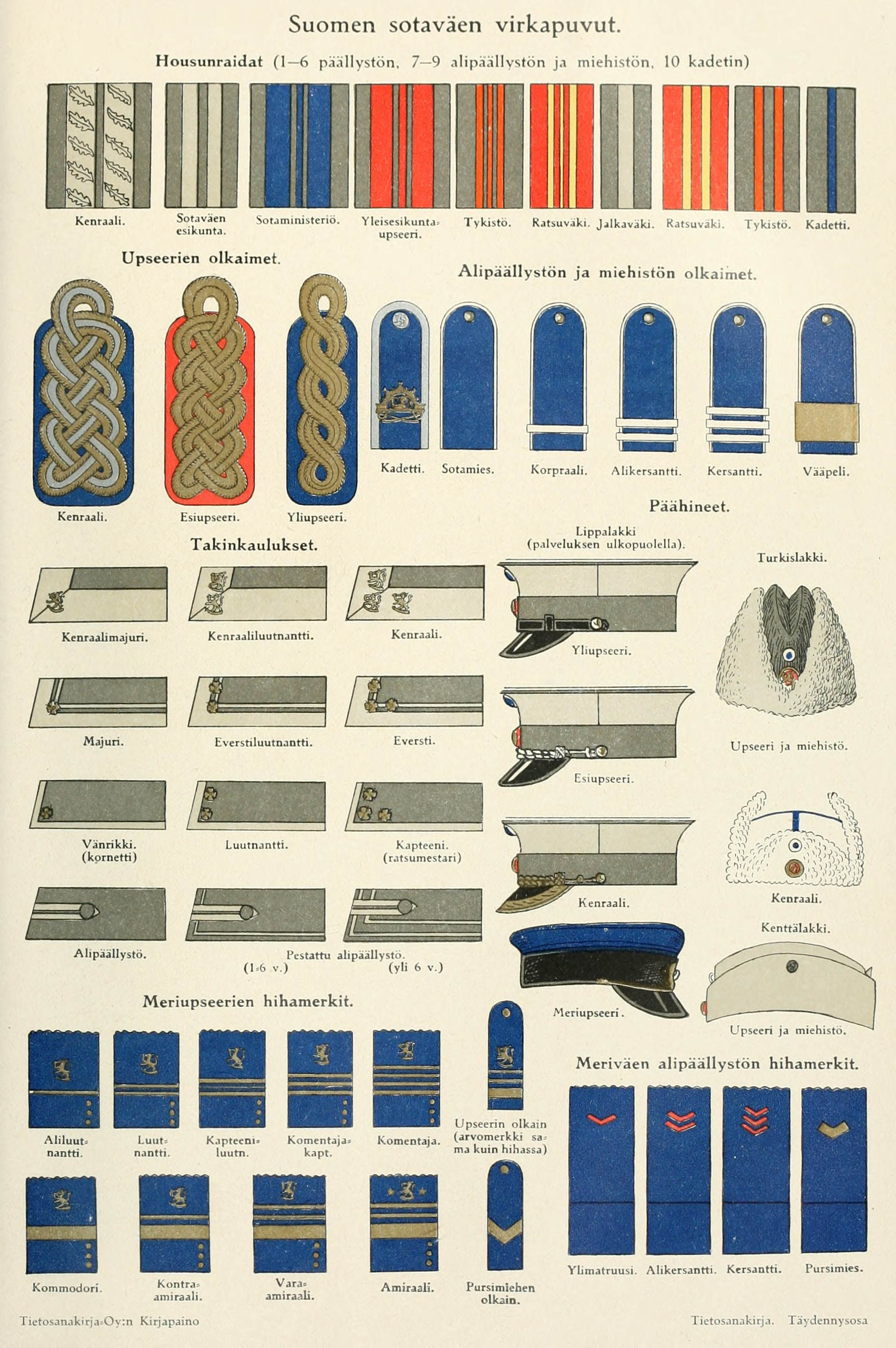
Gradbeteckningar 1922

- Byxrevärer: Officerare: Generaler, huvudstaben, krigsministeriet, generalstabsofficerare, artilleri, kavalleri. Underbefäl och manskap: Infanteri, kavalleri, artilleri. Kadetter.
- Axelklaffar: Generaler, stabsofficerare, överofficerare, kadett, menig, korpral, undersergeant, sergeant, fältväbel.
- Kragbeteckningar: Generalmajor, generallöjtnant, general.
Major, överstelöjtnant, överste.
Fänrik (kornett), löjtnant, kapten (ryttmästare).
Underbefäl, värvat underbefäl (1–6 år), värvat underbefäl (över 6 år).
- Huvudbonader: Skärmmössa: Överofficerre, stabsofficerare, generaler, marinofficerare. Pälsmössa: Officerare och manskap. Generaler. Lägermössa: Officerare och manskap.
- Marinofficerares galoner: Underlöjtnant, löjtnant, kaptenlöjtnant, kommendörkapten, kommendör. Kommodor, konteramiral, viceamiral, amiral.
- Officerares axeklkaff. Båtsmans axelklaff.
- Marinens underbefäl: Övermatros, undersergeant, sergeant, båtsman.

## Modern representationsuniform
Militärmusikens representationsuniform m/2003 och Gardesjägarregementets hederskompanis representationsuniform m/2010 är till utseendet baserade på uniform m/22.

## Galleri

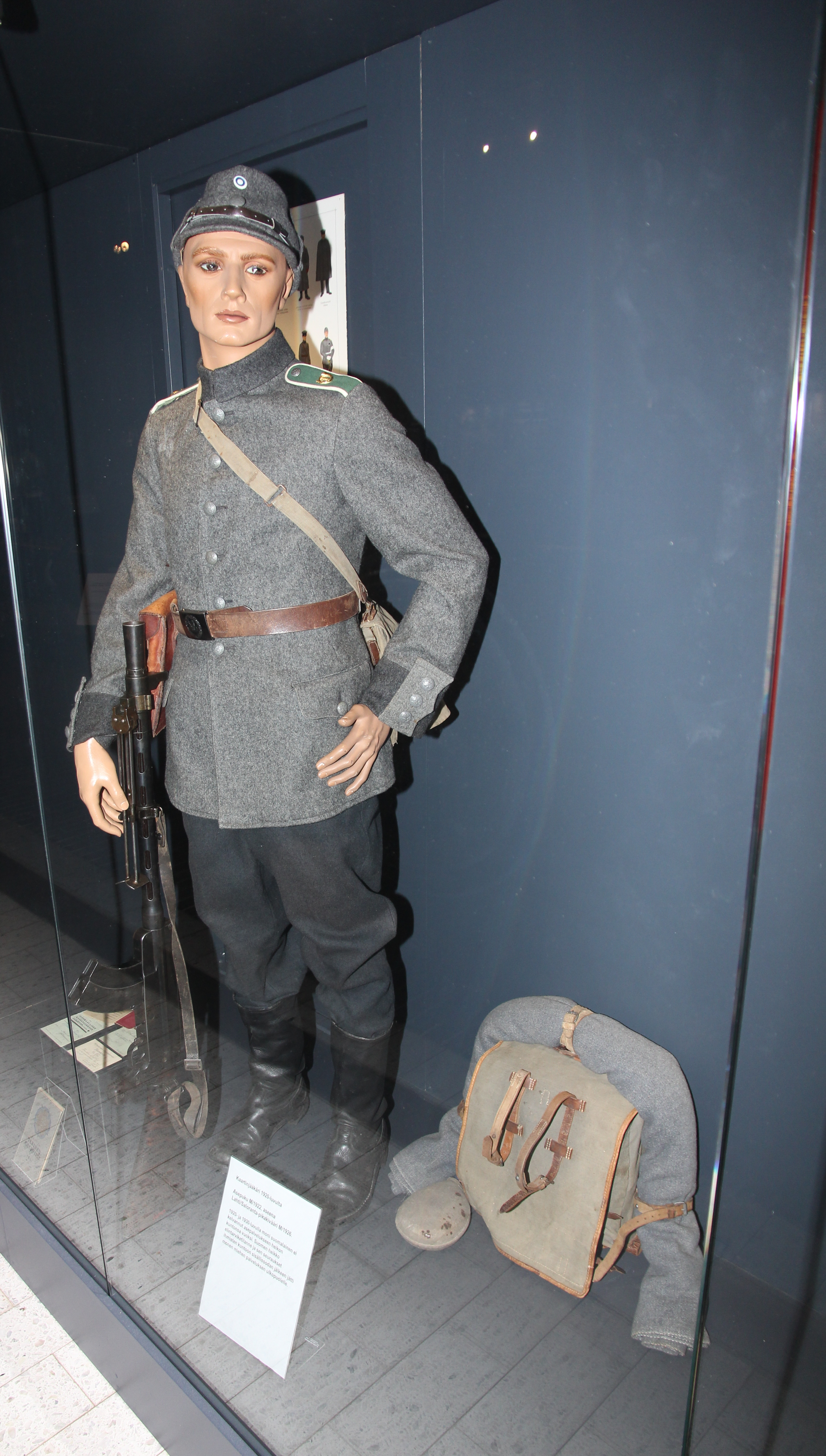
Menig gardesjägare i uniform m/22 med lägermössa med hakrem.
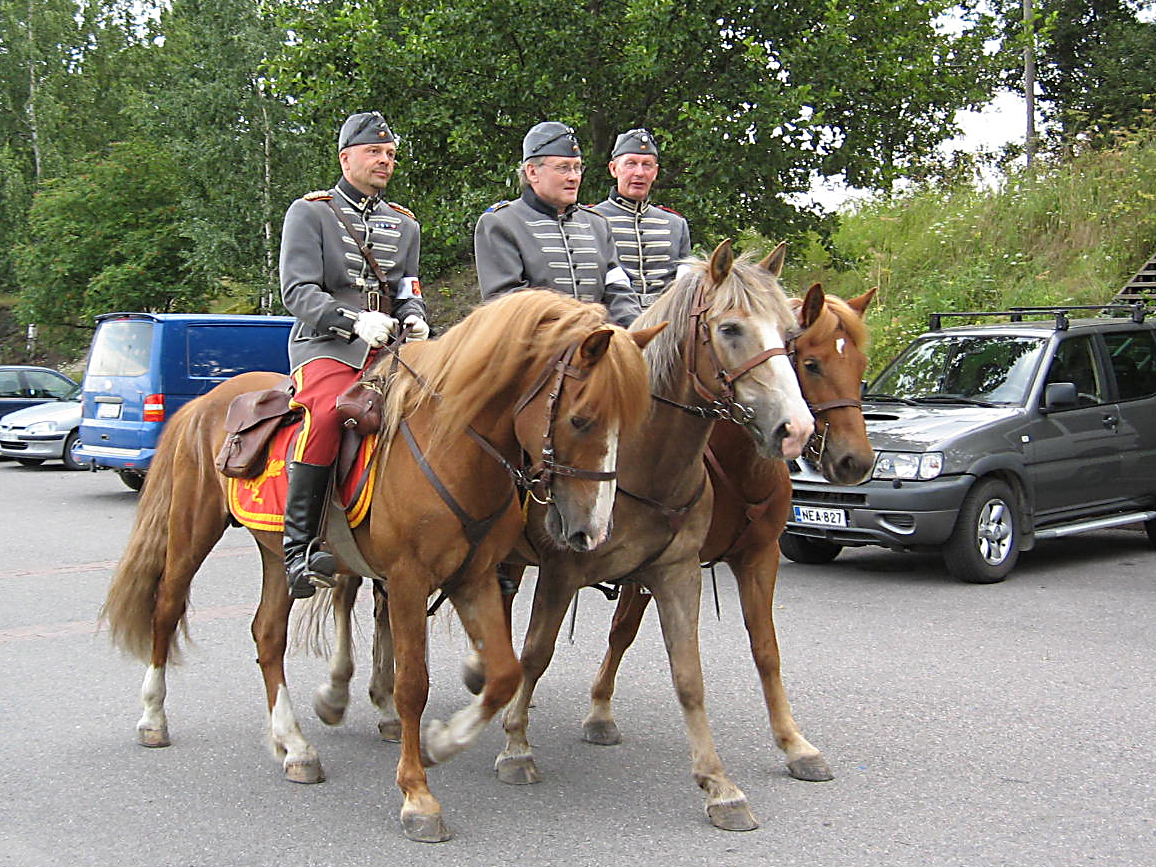
Uniform m/22 för kavalleriet. Officer, menig dragon, underbefäl.
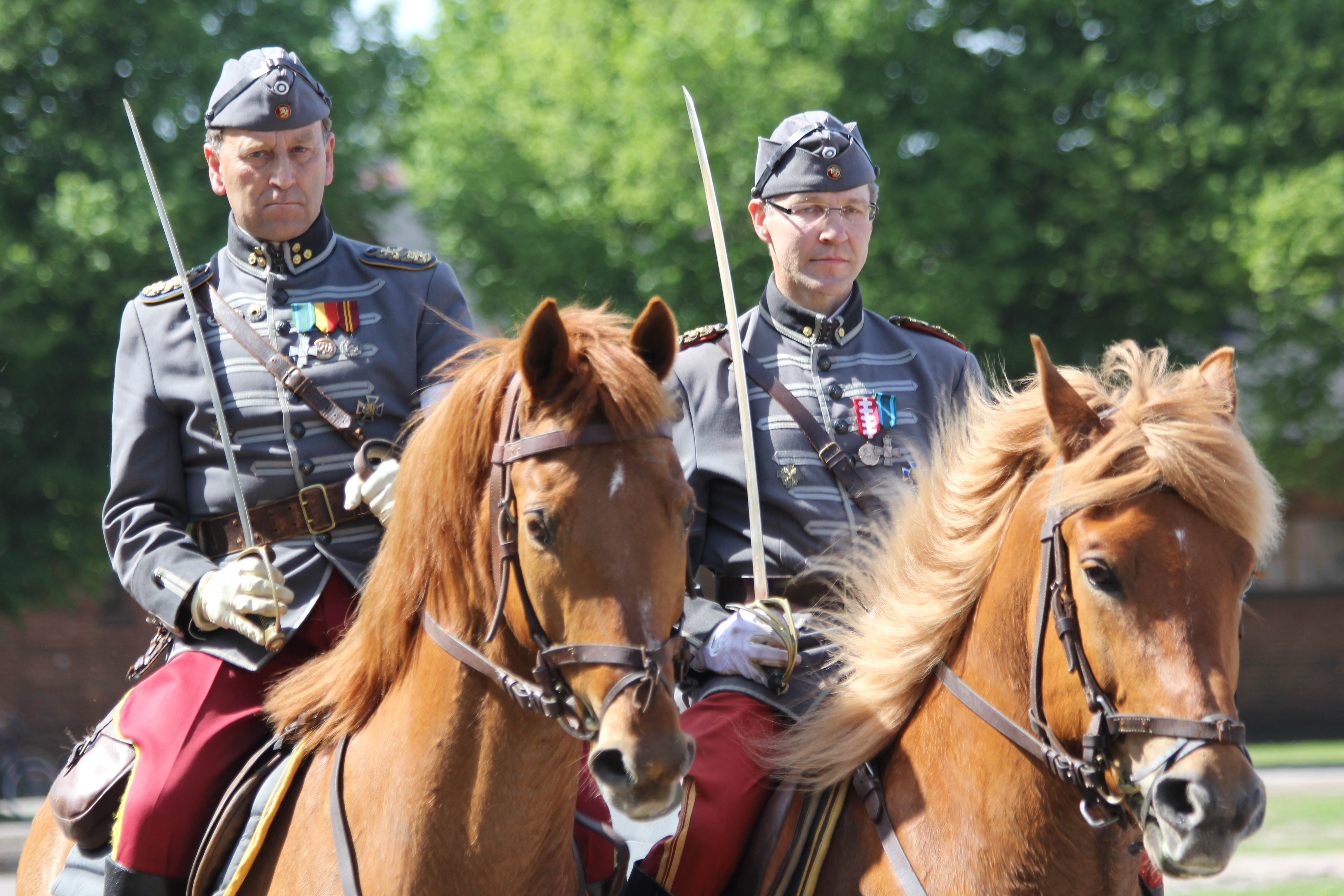
Ryttmästare, kornett.
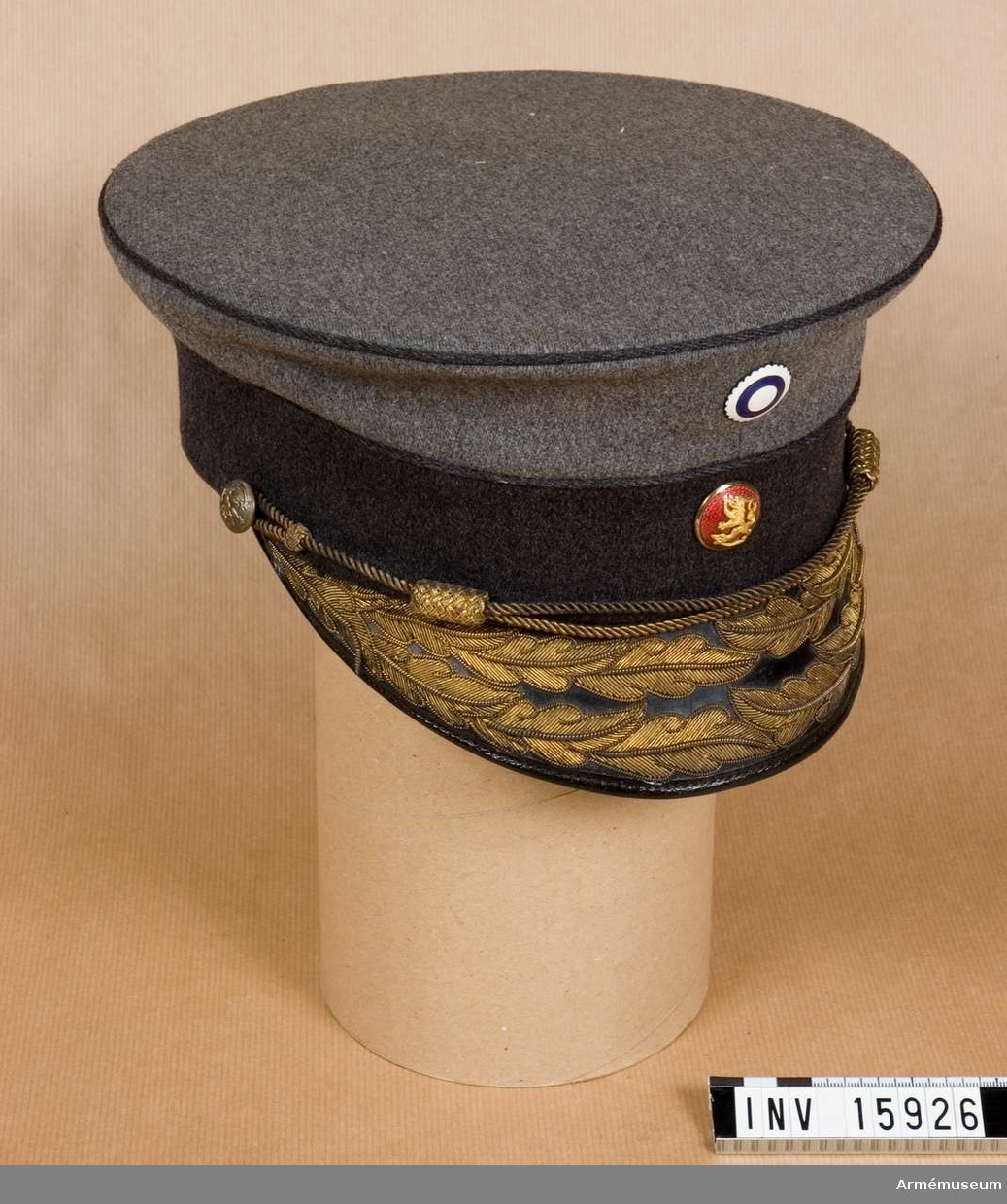
Skärmmössa m/22 för generalspersoner.
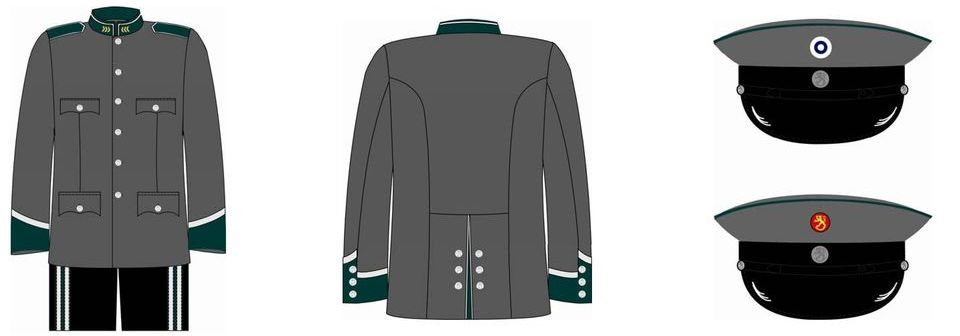
Uniformspersedlar till Gardesjägarregementets representationsuniform m/10.